# Ils sont vivants
Pour plus de détails, voir Fiche technique et Distribution.
Ils sont vivants est une comédie dramatique française réalisée par Jérémie Elkaïm, et sortie en 2021. Elle est adaptée du témoignage autobiographique de Béatrice Huret

## Synopsis
Moins âgée que son mari ex-policier qui vient de décéder, une aide soignante de 51 ans qui vit avec sa mère et son fils, Béatrice, est interpellée par un migrant cherchant le camp de réfugiés à Calais...
Elle l'y conduit et découvre "La jungle" et ses bénévoles...
Puis décide d'offrir à ces derniers les vêtements de son mari devenus inutiles...
Elle commence à être fascinée par ce monde cosmopolite étrange et de fil en aiguille, accueille chez elle une bénévole et un candidat pour l'Angleterre... Quand elles constate qu'ils ont copulé à son insu, elle les vire en traitant la femme de "pute" .. Avant d'être fascinée elle-même par un iranien barbu avec lequel elle va coucher sous son toit, qui va lui faire redécouvrir les plaisirs charnels, et dont elle va s'amouracher. Au point de lui fournir un bateau pour la traversée interdite puis être condamnée par la Justice...

## Fiche technique
- Titre original : Ils sont vivants
- Réalisation : Jérémie Elkaïm
- Scénario : Jérémie Elkaïm et Arthur Cahn
- Photographie : Jeanne Lapoirie
- Décors : Laurent Ott
- Costumes : Alexia Crisp-Jones
- Montage : Laurence Briaud
- Musique : Yuksek
- Production : Albane de Jourdan, Jérôme Salle et Marc Simoncini
- Société de production : Super 8 Production
- Société de distribution : Memento Distribution
- Pays de production :  France
- Langue originale : français
- Format : couleur — 2,35:1
- Genre : comédie dramatique
- Durée : 112 minutes
- Dates de sortie :
  - France : 25 août 2021 (Festival du film francophone d'Angoulême)[2] ; 23 février 2022 (en salles)

## Distribution
- Marina Foïs : Béatrice « Béa »
- Seear Kohi : Mokhtar
- Lætitia Dosch : Ingrid
- Igor Van Dessel : Florian, fils de Béatrice
- Antoine Chappey : Joe
- Geneviève Mnich : Josy
- Jan Hammenecker : Franck
- Benoit Carré : Martin
- Souleymane Sylla : Zymako
- Lucie Borleteau : Betty
- Catherine Salée : Marjorie

## Accueil

### Critique
La critique est plutôt positive à l'égard de la comédie dramatique, premier long-métrage de Jérémy Elkaïm.
- « Un drame charnel qui évite l'écueil des bons sentiments » (Elle)
- « Ils sont vivants échappe aux écueils de la bluette et du manichéisme » (La Croix)
- « Une sensualité qui lui permet de transcender son sujet et sortir des sentiers battus » (Ouest-France).
- « Marina Foïs se révèle bouleversante » (Marie Claire)
- « Ce premier long-métrage est convaincant » (Le Monde)
- « Une caméra tremblotante jusqu’à la nausée, faussement détachée, ne parvient pas à dissimuler la sur-écriture de chaque détail qui jalonne le revirement idéologique de Béatrice » (Les Cahiers du cinéma)
- « A force de vouloir tout équilibrer, Ils sont vivants ne choisit pas et ne décolle jamais »[3] (Les Inrockuptibles)

Le site Allociné donne une moyenne de 3,4/5 pour un consortium de 22 titres de presse.

### Box-office
Le long-métrage se place à la 6e position du box-office français pour son premier jour d'exploitation, devant Les Poings desserrés (2 067) et derrière Le Chêne (10 484). Il film réalise 6 033 entrées, dont 3 113 en avant-première, pour 113 copies. Pour sa première semaine d'exploitation en France, le film totalise 24 084 entrées.
46 343 entrées dans les salles en fin d'exploitation : à titre comparatif, la même année, Spiderman en faisait 7 337 229[pertinence contestée][non neutre].